# غوستافو إنريكي غارسيا
غوستافو إنريكي غارسيا (بالإسبانية: Gustavo Enrique García)‏ (21 يونيو 1980 - ) هو لاعب كرة قدم مكسيكي في مركز الدفاع. لعب مع نادي أمريكا.